# Park stanowy Presque Isle

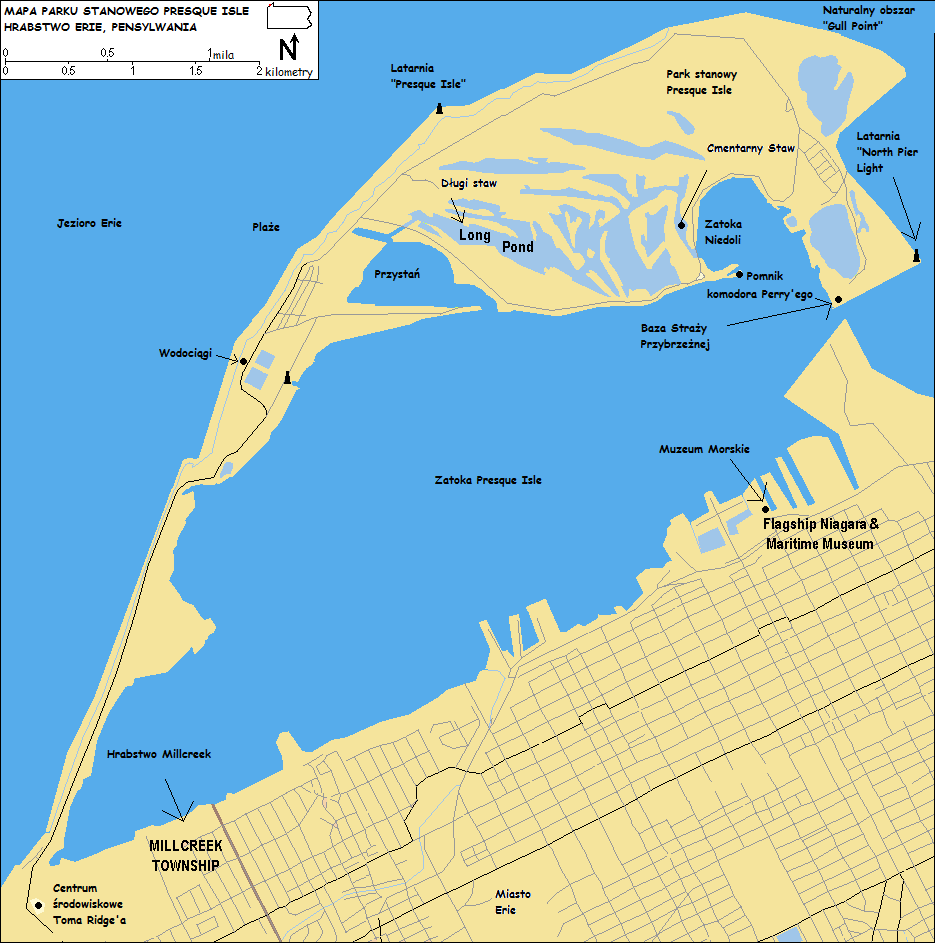
Szczegółowa mapa parku

Park stanowy Presque Isle – park stanowy o powierzchni 1295 ha, zlokalizowany na piaszczystym półwyspie sięgającym od Jeziora Erie do centrum miasta Erie w Pensylwanii, w okręgu Millcreek, w hrabstwie Erie w Stanach Zjednoczonych. Półwysep otacza zatokę Presque Isle wzdłuż południowej granicy parku; jego obszar zawiera 21 km dróg, 34 km ścieżek rekreacyjnych oraz 13 plaż i przystań jachtową. W parku można pływać, spacerować, jeździć na rowerze i obserwować ptaki. Organizowane są także przejażdżki łodzią.
Udokumentowana historia parku Presque Isle zaczyna się wraz z plemieniem Erie, od którego pochodzi nazwa jeziora. Forty, które znajdowały się na tamtym terenie, służyły jako bazy dla komodora Olivera Hazarda Perry’ego, który brał udział w wojnie brytyjsko-amerykańskiej w 1812. Wraz z rozpoczęciem w XIX wieku regularnej żeglugi na jeziorze, wybudowano kilka latarni morskich oraz utworzono oddział Straży Przybrzeżnej. W 1921 obszar został oficjalnie uznany za park stanowy. Od 2001 odwiedza go ponad 4 miliony turystów rocznie, co czyni go pod tym względem liderem w Pensylwanii.
Półwysep Presque Isle uformował się na morenie czołowej pod koniec ostatniego zlodowacenia i wciąż, za sprawą działania fal i wiatru, podlega zmianom. Park został podzielony na siedem specjalnych stref ekologicznych, dobrze ilustrujących sukcesję ekologiczną. W 1967 park otrzymał miano „najlepszego miejsca do obserwacji ptaków w Stanach Zjednoczonych”. Nowe centrum środowiskowe, znajdujące się przy wejściu na teren parku, pozwala dowiedzieć się więcej o samym parku oraz jego systemie ekologicznym. Obszar ten został umieszczony przez Biuro Parków Pensylwanii (Pennsylvania Bureau of Parks) na liście „Dwudziestu Parków Stanowych, które trzeba zobaczyć”.

## Historia

### Wcześni mieszkańcy
Półwysep Presque Isle utworzył się podczas ostatniej epoki lodowcowej około 11 000 lat temu. Najwcześniejsi znani mieszkańcy tego obszaru to członkowie plemienia Erie, zwanego też Eriez lub Erielhonan, reprezentującego irokeską grupę językową tubylczych Amerykanów. Słowo „Erielhonan” znaczy „Ludzie Koty” lub „Ludzie Szopy Pracze”, i od jego zniekształcenia – „Erie” – powstała nazwa samego jeziora, hrabstwa, w którym Park stanowy Presque Isle jest usytuowany, jak i najbliższego mu miasta Pensylwanii.
Stara legenda mówi, że „Wielki Duch” doprowadził członków plemienia na obszar Presque Isle, gdzie jest obfitość pożywienia, słodkiej wody oraz chłodnych wiatrów, wiejących z „krainy śniegu i lodu”, czyli z Kanady. Inna legenda głosi, iż zawędrowali oni na półwysep w poszukiwaniu „miejsca, gdzie zachodzi słońce”. Duch jeziora miał sprowadzić nad jezioro dziką burzę, aby powstrzymać członków plemienia przed odnalezieniem słońca. Aby osłonić ich od burzy, włożył do jeziora swą rękę, która pozostała tam na wieki, ochraniając przyszłe pokolenia plemienia.
Członkowie plemienia wierzyli, że ich przeznaczeniem jest życie na półwyspie. Brali udział w kilku wojnach, ostatnią z nich była wojna z pięcioma plemionami Irokezów w 1653. Po początkowych zwycięstwach nad Senekami w 1654 członkowie plemienia utracili swą największą wioskę Rique, która została zniszczona przez 1800 irokeskich wojowników. Do 1656 plemię zostało zniszczone, a jego członkowie wcieleni do plemion irokeskich (głównie do Seneków).

### Forty, osadnicy i wojna w 1812
Półwysep został po raz pierwszy nazwany presque-isle (fr. dosłownie „prawie-wyspa”) w latach dwudziestych XVIII wieku przez Francuzów, którzy w lecie 1753 zbudowali na tym obszarze fort Presque Isle, mający chronić półwysep. Powstały tam także dwie „placówki wojskowe”, zbudowane najprawdopodobniej z cegły – jedna na początku półwyspu, a druga na jego wschodnim krańcu. Podczas wojny brytyjskiej z Indianami i Francuzami, ci ostatni opuścili swe placówki, a w 1759 spalili fort. Jeszcze w tym samym roku Brytyjczycy zbudowali nowy fort, który w 1763 przeszedł w ręce Indian podczas Powstania Pontiaka.

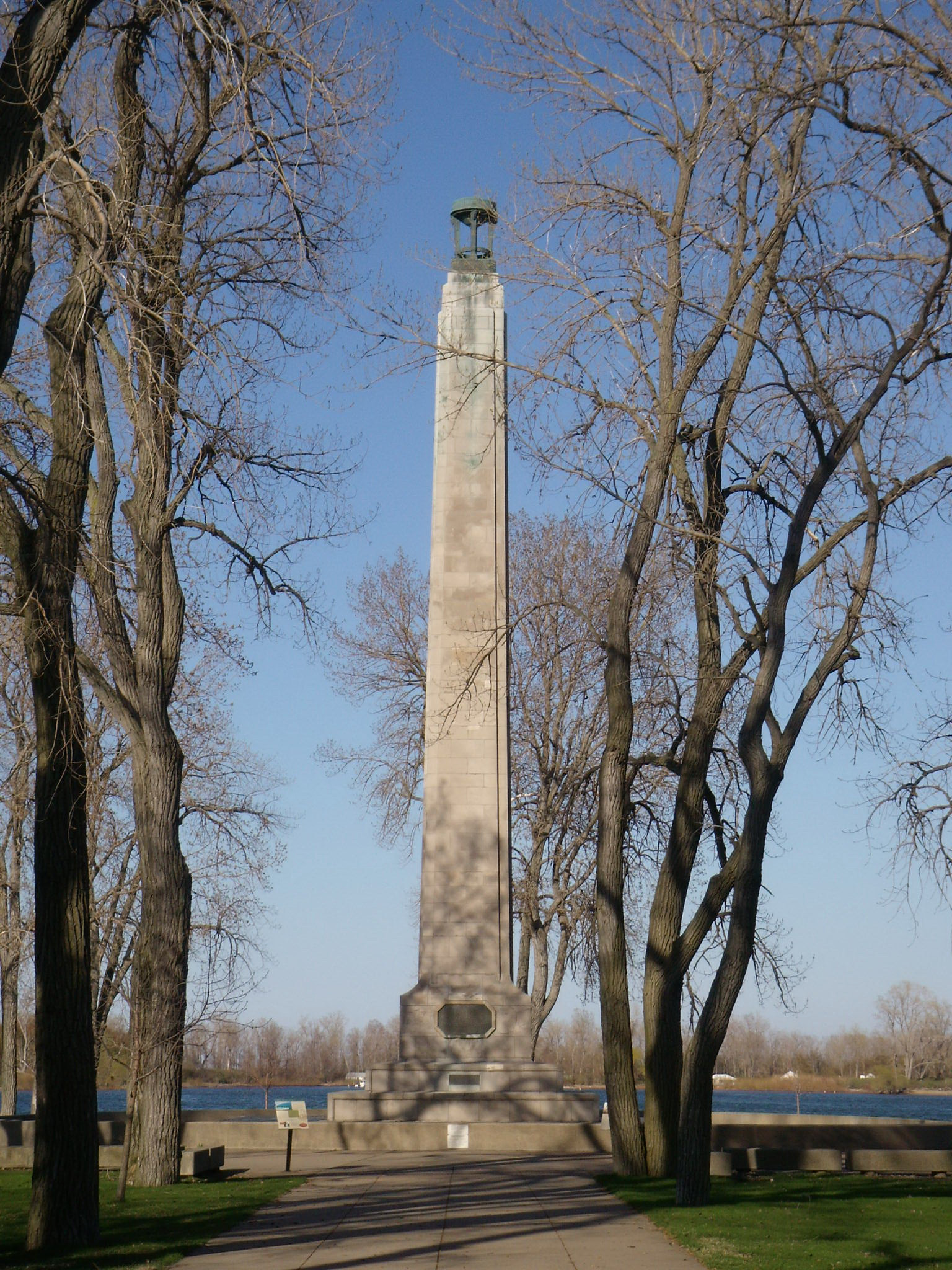
Pomnik „Perry Monument” upamiętniający zwycięstwo Marynarki Wojennej USA nad jeziorem Erie podczas wojny w 1812

Po zwycięskiej wojnie o niepodległość, półwysep Presque Isle przeszedł z panowania brytyjskiego pod amerykańskie. Irokezi sprzedali Amerykanom tę ziemię w drugim traktacie Fortu Stanwix, zawartym w 1784. Stan Pensylwania nie nabył do niej praw aż do momentu powołania obszaru „Trójkąt Erie” 3 kwietnia 1792. Trzy lata później generał Anthony Wayne zbudował nowy, amerykański fort „Presque Isle”. 18 kwietnia tego samego roku położone blisko fortu miasto „Presqu’ Ile”, zbudowane przez Francuzów, otrzymało nową nazwę – „Erie”. Wayne zmarł 15 grudnia 1796 na terenie fortu; tam też pierwotnie został pochowany.
Hrabstwo Erie zostało utworzone poprzez wydzielenie jego terenów z Hrabstwa Allegheny 12 marca 1800. Okręg Millcreek, początkowo obejmujący swym obszarem tylko półwysep i wieś Erie, istniał już wcześniej. Sama wieś została wcielona do hrabstwa jako jego dzielnica w 1805, a prawa miejskie uzyskała w 1851.
Podczas wojny brytyjsko-amerykańskiej w 1812 półwysep odegrał znaczącą rolę w zwycięskiej dla Brytyjczyków bitwie o jezioro Erie. Komodor amerykańskiej Marynarki Wojennej i dowódca floty, Oliver Hazard Perry, wykorzystał zatokę do zbudowania sześciu z dziewięciu okrętów wojennych użytych podczas bitwy; drewno wykorzystane do budowy statków pochodziło najprawdopodobniej z półwyspu. Wykorzystanie tego miejsca jako bazy wojskowej stanowiło przeszkodę dla wrogów w czasie ewentualnego ataku, ponieważ aby do niego dotrzeć, trzeba było opłynąć cały półwysep.
„Mała Zatoka” blisko wierzchołka półwyspu, gdzie schroniły się statki (znajdująca się niedaleko pomnika „Perry Monument”), została później nazwana „Zatoką Niedoli”. Nazwa ta miała obrazować cierpienia, jakie przeszli ludzie podczas zimy 1813/1814, gdy wrócili tam po bitwie o jezioro. Wielu ludzi zachorowało na ospę i poddano ich kwarantannie niedaleko zatoki. Podczas epidemii odnotowano dużo ofiar śmiertelnych. Zmarli zostali pochowani w miejscu zwanym „Cmentarnym Stawem” (Graveyard Pond).
Po bitwie o jezioro Erie w 1813 dwa największe statki komodora Perry’ego były poważnie uszkodzone, a okręt „USS Brig Lawrence” został celowo zatopiony w Zatoce Niedoli. Podniesiono go z dna w 1875, lecz rok później został spalony. Okręt „Niagara” także został początkowo naprawiony. W 1820 roku zatonął, a w 1913 podniesiono go i rozebrano na części; posłużyły one następnie do zbudowania repliki statku, która stoi do dziś w zatoce Presque Isle.

### Latarnie morskie i Straż Przybrzeżna

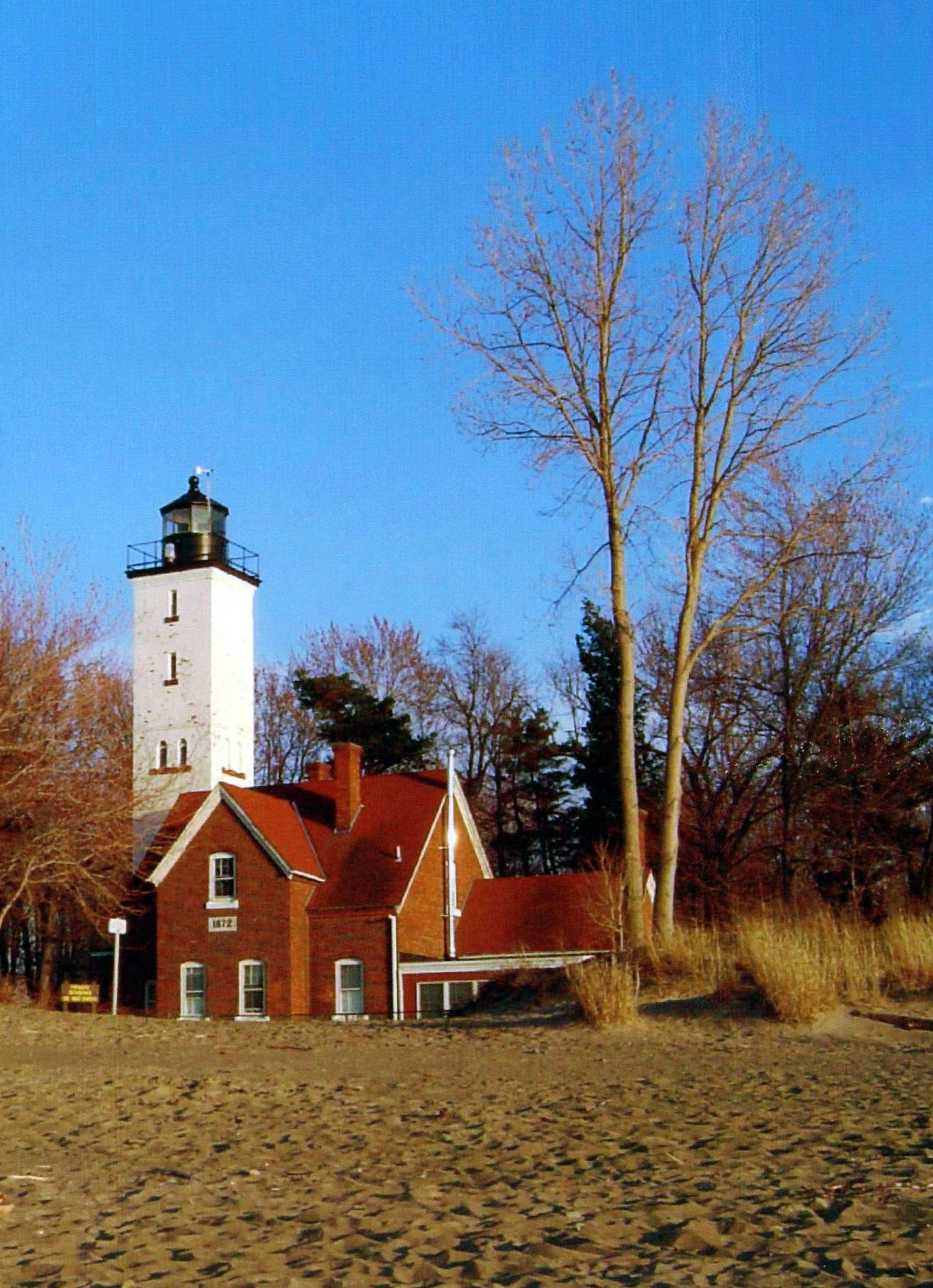
Latarnia morska „Presque Isle Light”, oddana do użytku w 1873

Półwysep Presque Isle odcina zatokę o tej samej nazwie od jeziora. Zatoka tworzy naturalną przystań i jest wykorzystywana jako marina żeglarska. W XIX wieku, gdy żegluga na jeziorze Erie stała się intensywniejsza, na półwyspie wybudowano znaki nawigacyjne. W parku znajdują się dwie główne latarnie morskie. Latarnia o nazwie Erie Harbor North Pier Light powstała w 1830, jako drewniana wieża. W 1858 z Francji dostarczono na półwysep silniejszą konstrukcję ze stali, która zastąpiła latarnię drewnianą, uszkodzoną przez szkuner. Ta ostatnia nadal znajduje się w parku, po jego wschodniej stronie; umiejscowiona jest niedaleko przesmyku łączącego zatokę z jeziorem.
Latarnia morska Presque Isle Light została wybudowana w 1872 na północy półwyspu, a do użytku oddano ją 12 lipca 1873. Jej wysokość wynosi 23 metry; obok latarni znajduje się dom z czerwonej cegły, w którym mieści się siedziba parku. Obecnie latarnia jest własnością Straży Przybrzeżnej Stanów Zjednoczonych; błyska ona białym światłem, aby ostrzec statki znajdujące się w pobliżu o piaszczystym półwyspie. Trzecia, najmniejsza latarnia, została zbudowana w 1906 przez zakład wodociągowy Erie Waterworks na półwyspie od strony zatoki. Dzisiaj stoi ona przy jednej ze stacji miejscowego tramwaju wodnego, znajdującej się na wielozadaniowym szlaku turystycznym w południowej części parku.
Służba Ratowania Życia w Stanach Zjednoczonych (United States Life-Saving Service) otworzyła stację ratownictwa wodnego na półwyspie w 1876. Jej zarządcą w latach 1877–1891, czyli do momentu swej śmierci w wyniku utonięcia, był William Clark. Jego następcą został Andrew Jansen, który piastował ten urząd do 1914. W 1915 z połączenia Służby Ratowania Życia i Morskiej Służby Patrolowej (United States Revenue Cutter Service) powstała Straż Przybrzeżna Stanów Zjednoczonych; wtedy też stacja ratownictwa wodnego na półwyspie stała się stacją Straży Przybrzeżnej nr 236, która nadal jest w użyciu. Jest ona przypisana do Dziewiątego Rejonu Straży Przybrzeżnej Stanów Zjednoczonych.

### Czasy współczesne i park stanowy
W 1908 w Erie zaczęto budować wodociągi, które miały dostarczyć wodę pitną na obszar miasta. Woda pochodząca z jeziora była przepompowywana do dwóch zbiorników znajdujących się na półwyspie, gdzie była oczyszczana metodą sedymentacyjną, a następnie oddzielano ją od wody znajdującej się w jeziorze. Po przejściu tego procesu woda nadawała się już do spożycia i płynęła do miasta. W 1917 w mieście powstał nowocześniejszy system uzdatniania; składał się on z kotła i silnika parowego napędzającego pompę tłoczącą; woda była pompowana z jeziora poprzez Zatokę Presque Isle do Erie. System ten działał do 1949, obecnie jest on wykorzystywany do kontroli populacji racicznicy zmiennej (Dreissena polymorpha) w parku.

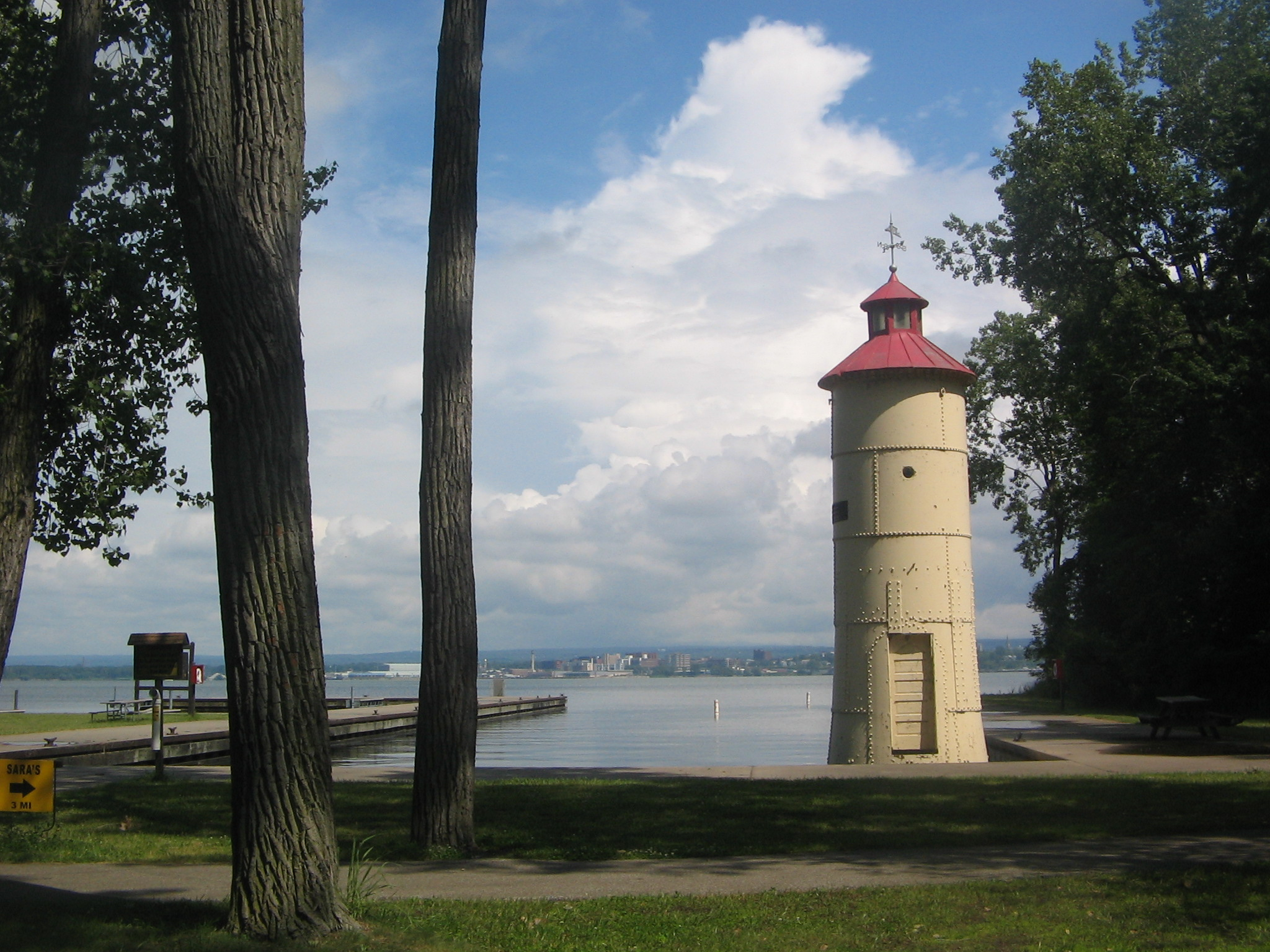
Mała latarnia morska, znajdująca się niedaleko wodociągów

Gdy władze państwowe postanowiły utworzyć na tym terenie park stanowy w maju 1921, był on chętnie odwiedzany przed turystów, gdyż było to (i nadal jest) jedyne miejsce w Pensylwanii, gdzie można surfować. Przeoczono wówczas przypisanie tego obszaru do „Komisji Przystani i Parku Stanowego w Erie” (State Park and Harbor Commission of Erie), zamiast do stanowego Departamentu Lasów i Wód. Obszar ten szybko stał się najpopularniejszym parkiem stanowym w Pensylwanii. Park Presque Isle jest wczesnym przykładem lokalizacji parku stanowego blisko miasta (taki zwyczaj upowszechnił się dopiero w latach 60. XX wieku).
Pierwsza brukowana droga na terenie parku została położona w 1924, dzisiaj znajduje się w nim 21 km dróg. Droga Stanowa 832, główna droga prowadząca do parku, jest także znana jako Peninsula Drive. Obszar ten został nazwany „Parkiem Stanowym Półwyspu” (Peninsula State Park). Pomnik „Perry Monument”, który stanął w tym miejscu w 1926 po pogrzebach ofiar epidemii ospy w tzw. Cmentarnym Stawie (Graveyard Pond), zlokalizowany jest niedaleko Zatoki Niedoli (Misery Bay).
Do 1937 w urzędowych publikacjach państwowych istniały już wzmianki odnoszące się do tego obszaru jako do „Parku stanowego Presque Isle. W tym samym roku odnotowano 1,4 miliona odwiedzających. W 1950 obszar parku został rozszerzony; powstały nowe drogi i parkingi, do budowy których użyto 3 miliony metrów sześciennych piasku, pochodzącego z półwyspu, czego rezultatem było również utworzenie przystani jachtowej. W 1957 wybudowano także trzy nowoczesne łaźnie. W tym samym roku obszar Gull Point, znajdujący się na wschodnim krańcu półwyspu, stał się obszarem przyrody chronionej.
W listopadzie 1967 półwysep otrzymał od National Park Service miano obszaru chronionego, National Natural Landmark. Już w 1930 rekomendowano zniesienie niezależnej rady, która decydowała wówczas o takich sprawach, lecz doszło do tego dopiero 19 stycznia 1971, wraz z utworzeniem Departamentu Zasobów Środowiska (Department of Environmental Resources). W latach 1989–1992 na zachodnim i północnym brzegu półwyspu ustawiono ponad 50 falochronów, które miały pomóc w kontroli erozji. W ramach planu strategicznego Departamentu Ochrony Środowiska „Parki Stanowe 2000” obszar Gull Point został nazwany Naturalnym Obszarem do odpoczynku ptactwa brzegowego i zakładania gniazd.
Centrum Przyrodnicze im. Toma Ridge’a (Tom Ridge Environmental Center) zostało otwarte przy wejściu na teren parku w maju 2006. Rok później Biuro Parków Pensylwanii (Pennsylvania DCNR Biuro Parks), które zarządza terenami wszystkich 120 parków stanowych, uznało park za jeden z „Dwudziestu, które trzeba zobaczyć” (Twenty Must See Pennsylvania State Parks), powołując się na status National Natural Landmark, różnorodność geologiczną i biologiczną oraz historyczne znaczenie półwyspu. Obszar ten jako jeden z szesnastu znalazł się w pierwszym oficjalnym kalendarzu parków Stanu Pensylwania. W kwietniu 2008 na półwyspie były kręcone sceny filmu Droga, a jedna z plaż została wykorzystana jako filmowe wybrzeże.

## Geologia i klimat
Półwysep jest wysuniętym piaszczystym cyplem powstałym w okresie zlodowacenia Wisconsin, które – jako ostatnie zlodowacenie na terenie Ameryki Północnej – zakończyło się ok. 10 tysięcy lat p.n.e. Lądolód dotarł do terenów jeziora Erie, zatrzymał się na krótki okres, po czym wycofał się na północ, pozostawiając po sobie wzgórza morenowe, składające się z piasku, żwiru i gliny. Na tych terenach utworzył się w późniejszym czasie sam półwysep, którego złoża mineralne bezustannie migrują na północny wschód niesione przez prąd morski Longshore.
Jak już wspomniano, nazwa „Presque Isle” oznacza w języku francuskim słowa „prawie wyspa”. W rzeczywistości półwysep był kilka razy odcinany od lądu na krótkie okresy. Miało to miejsce czterokrotnie, z czego pierwszy raz w 1819. Najdłuższy okres trwał 32 lata, od 1832 do 1864. Powtórnym podłączaniem półwyspu zajmował się Korpus Inżynieryjny Armii Stanów Zjednoczonych.
Półwysep był naruszany pięć razy pomiędzy 1917 a 1922, kiedy to obszar ten uzyskał status parku stanowego. Mimo podejmowanych prób naprawy polegających na układaniu bel siana i drewna, w latach 50. XX wieku trzeba było uaktywnić federalny program ratunkowy polegający na wybudowaniu do 1992 58 falochronów, których celem było zmniejszenie wpływu erozji na wybrzeże. Falochrony znacznie zmniejszyły przemieszczanie się piasku na wschód, jednak nawet po ich wybudowaniu, każdego roku na półwysep musi być dostarczany piasek w celu odtwarzania plaż.
Półwysep otacza swym zasięgiem Zatokę Presque Isle, tworzącą głęboką i szeroką przystań służącą miastu Erie. Często pływają po niej statki wycieczkowe i towarowe z całego świata, zakotwiczone w porcie przy Wielkich Jeziorach Północnoamerykańskich. W 1959, po otwarciu Drogi Wodnej Świętego Wawrzyńca, miasto Erie stało się portem międzynarodowym.
Najwyższa temperatura odnotowana została na terenie parku w 1988; wynosiła ona 38 °C. Najzimniej było 6 lat później, kiedy termometry wskazały –27,8 °C. W 2007 miasto Erie zajęło 13 pozycję w rankingu amerykańskich miast z największą ilością opadów śniegu, wynoszącą średnio 220 cm. W sezonie zimowym 2007/2008 spadło tam rekordowe 301 cm śniegu, przy czym pierwsze opady wystąpiły 6 listopada.
| Miesiąc                          | Sty  | Lut  | Mar  | Kwi  | Maj  | Cze   | Lip  | Sie   | Wrz   | Paź  | Lis   | Gru  |
| -------------------------------- | ---- | ---- | ---- | ---- | ---- | ----- | ---- | ----- | ----- | ---- | ----- | ---- |
| Średnie temperatury w dzień [°C] | 1    | 2    | 7    | 13   | 19   | 24    | 27   | 26    | 22    | 16   | 9     | 4    |
| Średnie temperatury w nocy [°C]  | -7   | -6   | -2   | 3    | 9    | 15    | 18   | 17    | 13    | 8    | 2     | -3   |
| Opady [mm]                       | 64.3 | 57.9 | 79.5 | 85.9 | 84.8 | 108.7 | 83.3 | 106.9 | 120.1 | 99.6 | 100.6 | 94.7 |
| Źródło: The Weather Channel      |      |      |      |      |      |       |      |       |       |      |       |      |

## Środowisko przyrodnicze

### Sukcesja i strefy ekologiczne
Według Departamentu Konserwacji i Zasobów Naturalnych (Department of Conservation and Natural Resources), na półwyspie żyje większa liczba zagrożonych i rzadkich gatunków niż na jakimkolwiek innym obszarze o porównywalnej wielkości w Pensylwanii. Na półwyspie znajduje się siedem wyodrębnionych stref ekologicznych, z czego w każdej znajdują się inne rośliny i zwierzęta. Te strefy to: Jezioro Erie, zatoka oraz wybrzeże, piaszczysta równina i nowe stawy, piaszczyste wydmy i grzbiety, bagna i stare stawy, zarośla i roślinność subklimaksową oraz las o roślinności klimaksowej. W jeziorze Erie żyje ponad 80 gatunków ryb i co najmniej 6 gatunków skorupiaków.
Owe strefy ekologiczne, obejmujące swym zasięgiem obszar od linii brzegowej do lasu, są klasycznym przykładem sukcesji ekologicznej. Znaczna część tego obszaru jest charakterystyczna dla zmiennej natury półwyspu i przesuwającej się linii brzegowej oraz ruchomych wydm. Linia brzegowa, będąca drugą strefą, została uformowana przez działanie fal jeziornych, jest ona w dynamicznej równowadze pomiędzy erozją a przemieszczaniem się; znajdują się tam rośliny utrzymujące na miejscu piasek z wybrzeża. Brzegi zbiorników są wodnymi łuzami; może się tam znaleźć piasek przywiany przez wiatr z ruchomych wydm. Młode zbiorniki są naturalnymi siedliskami roślin i zwierząt.

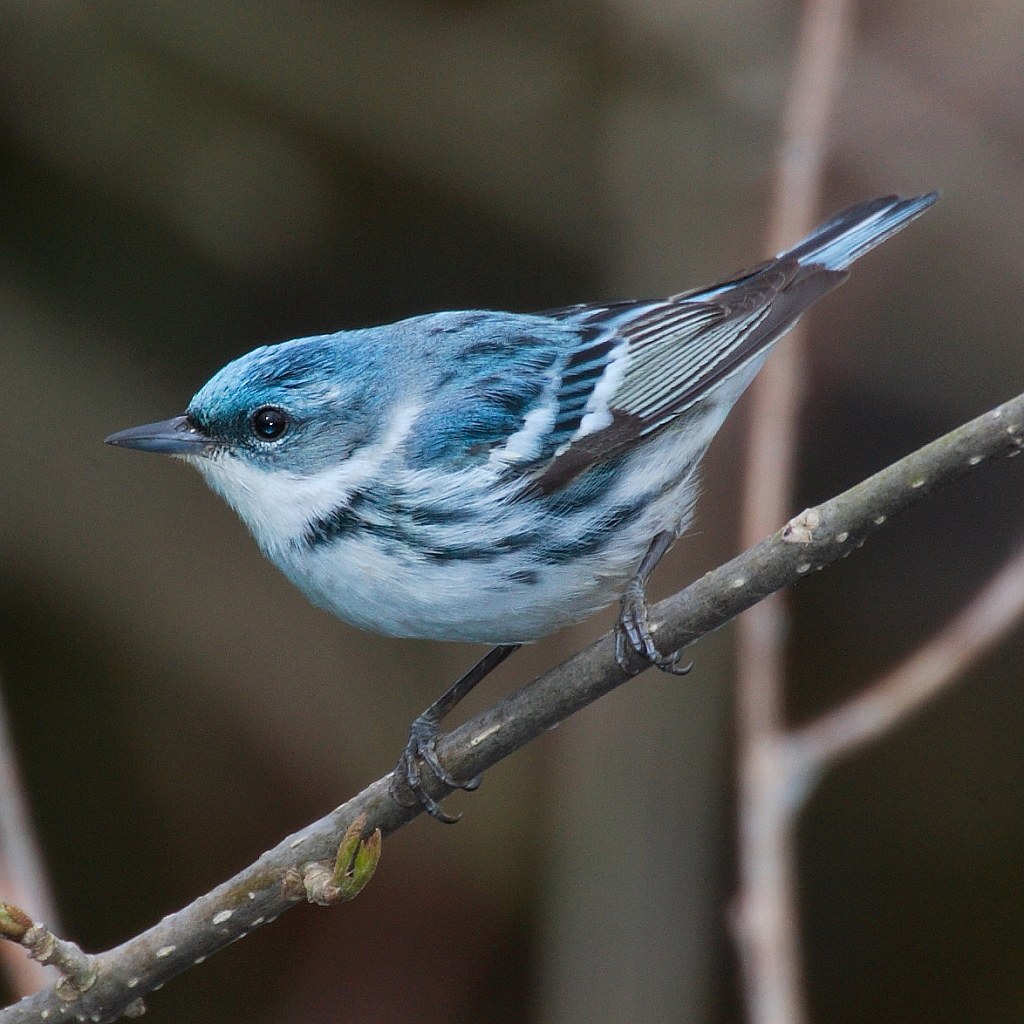
Lasówka niebieska (Cerulean Warbler) jest jednym z rzadkich gatunków występujących na terenie parku

Czwartą strefą ekologiczną są wydmy inicjalne i ustalone roślinnością. Powstają one, gdy piasek przenoszony przez wiatr i fale zostaje uwięziony przez roślinność. Wydmy stają się coraz większe i są stabilizowane najpierw przez trawę, a następnie przez inne typy roślinności. Są one siedliskiem płazów, ptaków, ssaków i gadów. Starsze wydmy mogą z czasem stać się trwałymi grzbietami, osłaniającymi zagłębienia międzywydmowe z otwartym lustrem wody lub bagnami. Linie wydm i zagłębień wskazują na układ dawnych linii brzegowych; w Parku Presque Isle tzw. „Długi Staw” (Long Pond), przystań jachtowa oraz wydmy od 1862 wyznaczają nową wschodnią linię brzegową. Na piątą strefę ekologiczną składają się stare zagłębienia międzywydmowe. Zbiorniki osłaniane przez wydmy są bardziej stabilne; żyje w nich więcej roślin i zwierząt, z czasem stają się one bagnami. Jest to strefa ekologiczna o wysokiej różnorodności biologicznej.
W szóstej i siódmej strefie znajdują się krzewy i drzewa. Zarośla i roślinność subklimaksowa, występujące w szóstej strefie, formują się, gdy krzewy i małe drzewa zaczynają zarastać mokradła w zagłębieniach międzywydmowych. Drzewa stanowią osłonę dla zarośli; wszystko to z czasem staje się lasem subklimaksowym. Siódma strefa ekologiczna to roślinność klimaksowa, gdzie korony drzew tworzą już mniej lub bardziej zwarty baldachim. W warunkach naturalnych sukcesja ekologiczna od wydm i zagłębień inicjalnych po zbiorowisko leśne trwa co najmniej 600 lat. Turyści odwiedzający park przechodzą przez wszystkie strefy na odcinku 8 km (5 mil).
Stowarzyszenie Pennsylvania Audubon Society uznaje park za „Najważniejszy Ptasi Obszar” (Important Bird Area #1), zaś według magazynu „Birder” jest to jedno z najlepszych miejsc do obserwacji ptaków w Stanach Zjednoczonych. Różnorodność siedlisk na półwyspie czyni go idealnym miejscem dla ponad 320 gatunków ptaków (dla porównania, w całych Stanach Zjednoczonych żyje 920 gatunków ptaków). Czterdzieści pięć gatunków określa się jako zagrożone (w tym sieweczka blada (Charadrius melodus), lasówka niebieska (Dendroica cerulea), kacykarzyk karoliński (Euphagus carolinus) oraz bagiennik ostrosterny (Ammodramus caudacutus)). Ptaki wodne i siewkowce żyją na tym terenie przez cały rok. W miesiącach letnich na obszarze Gull Point bytują cztery gatunki mew i trzy gatunki rybitw. Większość kolekcji pokazywanej na imprezie Christmas Bird Count, która odbywa się w hrabstwie Erie od 1956 roku, została zebrana w czasie obserwacji ptaków przez wolontariuszy na terenie parku.
Dzięki zróżnicowaniu stref ekologicznych na półwyspie żyje wiele gatunków roślin i zwierząt. W parku stwierdzono 89 gatunków ważek i owadów, w tym 35 gatunków motyli oraz 84 gatunków pająków. Na półwyspie żyje prawie 400 gatunków kręgowców, w tym 318 gatunków ptaków, 48 gatunków ssaków, 13 rodzajów płazów i 19 gatunków gadów. Występują tu 633 gatunki roślin (195 jednoliściennych, 410 dwuliściennych, 5 nagonasiennych, 5 skrzypów, 13 paprotników i 5 mchów).

### Naturalny obszar Gull Point
Ludzie wpływają na ekologię półwyspu i parku co najmniej od czasów plemienia Erie. Naturalny ruch piasku jest powstrzymywany przez falochrony, budowle i drogi. Drogi nie wchłaniają wody deszczowej, która powoduje erozję i rozkład siedlisk przyrodniczych. Wykopy, które zrobiono podczas budowy przystani i sieci wodociągowej, zniszczyły siedliska przyrodnicze, lecz coroczne dowożenie piasku pomaga w tworzeniu nowych. Jeden z obszarów w parku jest zamknięty dla zwiedzających od kwietnia do listopada w celu zmniejszenia wpływu ludzi na środowisko tego miejsca; jest to obszar Gull Point, znajdujący się we wschodniej części parku.

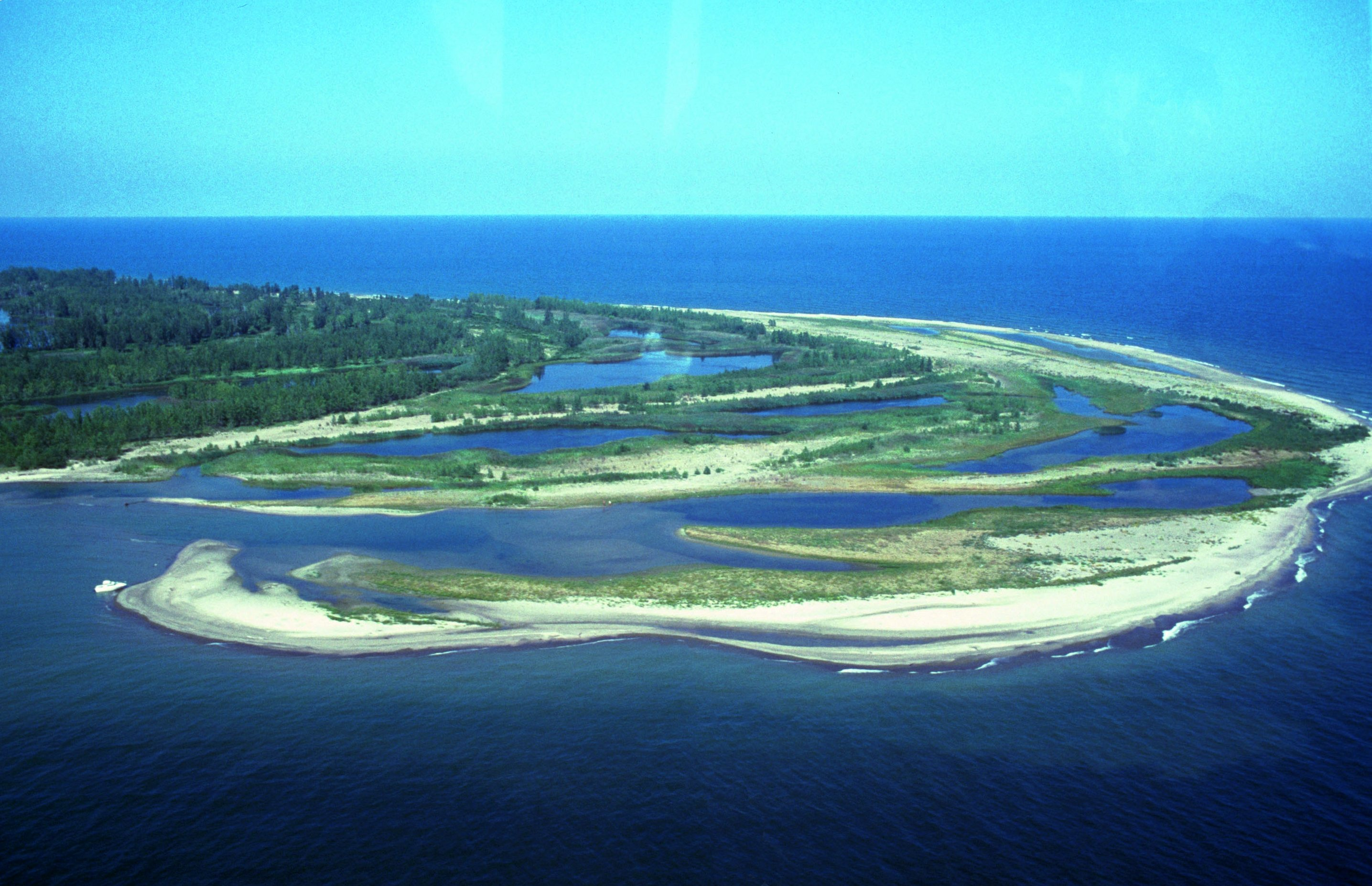
Park i obszar Gull Point od wschodu

Obszar Gull Point został zarejestrowany jako Naturalny Obszar w Parku Stanowym (State Park Natural Area) w celu ochrony miejsca obserwacji naukowej systemów przyrodniczych; jest to także ochroną dla piękna tamtejszej przyrody, unikatowych siedlisk przyrodniczych oraz występujących tam rzadkich gatunków roślin i zwierząt.
Gull Point obejmuje powierzchnię 129 hektarów, z czego 27 hektarów to strefa zamknięta dla zwiedzających w szczytowym okresie migracji ptaków; jest to dla nich bezpieczne schronienie i miejsce odpoczynku. Większość ptaków żyjących w parku to gatunki niespotykane w innych częściach Pensylwanii. Półwysep Presque Isle leży na szlaku migracyjnym Atlantic Flyway; jest to główna trasa przelotu ptaków, z których część przemieszcza się z koła podbiegunowego aż do Ameryki Południowej. W listopadzie odbywają długi lot na południe, zaś w kwietniu tą samą trasą wracają na północ.
Erozja i przemieszczanie się piasku, które uformowały Gull Point, nadal na niego wpływają. Od maja 1991 do października 2006 obszar ten zmniejszył się o 1,9 ha, a jeżeli ta tendencja się utrzyma, wkrótce stanie się wyspą. Po zbudowaniu w 1992 roku sieci falochronów ilość piasku, potrzebnego do corocznego odtwarzania plaż, znacznie się zmniejszyła. W 2005 zakończono rządową dotację na ten cel; spowodowało to zakończenie dostaw piasku na półwysep. Bez dostarczania piasku erozja spowodowała zmniejszanie terenu północnych plaż Gull Point o 0,16 ha rocznie, mimo mniejszej skali tego zjawiska we wschodniej i południowej części tego obszaru.

## Centrum Przyrodnicze Toma Ridge’a
Centrum Przyrodnicze Toma Ridge’a (Tom Ridge Environmental Center) zostało oficjalnie otwarte 26 maja 2006. Mieści ono w sobie administrację parku, interaktywno-edukacyjne kwatery mieszkalne, Centrum Odkrywcze (Discovery Center), oraz sale i laboratoria badawcze. Zajmuje powierzchnię 12 akrów (4,9 ha) i znajduje się przy trasie 832, na urwisku z widokiem na jezioro Erie. Swoją nazwę zawdzięcza byłemu gubernatorowi Pensylwanii, Tomowi Ridge’owi, który dorastał w hrabstwie Erie, pracował w parku jako młody mężczyzna i sfinansował Centrum oraz liczne projekty Parku w czasie, gdy administrował stanem.
Budowa Centrum rozpoczęła się w 2002, choć pomysł jego utworzenia był znany od około 50 lat. Główna siedziba władz Parku rozpoczęła działalność w 2005, właśnie w Centrum Toma Ridge’a. Znajdują się tam także biura Programu Ochrony Strefy Przybrzeżnej i Jezior, Departamentu Ochrony Środowiska Pensylwanii (Pennsylvania Department of Environmental Protection), Programu Ochrony i Rekreacji DCNR, programu ochrony środowiska Natural Audubon Society, Programu Ochrony Jeziora Erie „Allegheny Eatrh Force”, oraz programu ochrony jaskółczaka modrego (Progne subis). Regionalne Konsorcjum Naukowe (Regional Science Consortium), organizacja non-profit powstała w 2002 roku, która zajmuje się badaniami jeziora Erie i górnego dorzecza rzeki Ohio, opiera się głównie na Centrum. Jego członkami są 32 organizacje, m.in. szkoły, kolegia, uniwersytety, muzea, agencje ochroniarskie oraz prywatne firmy z Pensylwanii, Ohio i Ontario.
Centrum zajmuje powierzchnię 6000 m²; mieści w sobie 8 laboratoriów badawczych (w tym kilka dużych akwariów) Regionalnego Konsorcjum Naukowego, kilka sal lekcyjnych oraz Discovery Center, przeznaczone dla młodzieży, które ma pomóc odkrywać regionalną florę i faunę oraz znaczenie kulturalne i historyczne tego obszaru. Znajduje się tam także wielkoformatowe kino, sklep z pamiątkami, kawiarnia oraz wieża widokowa o wysokości 23 m, z której można obserwować jezioro Erie. Budynek Centrum jest z zewnątrz zielony; od Rady Ekologicznego Budownictwa (United States Green Building Council) otrzymał on ocenę „Lidera ekologicznego pod względem zużycia energii i ochrony środowiska” (Leadership in Energy and Environmental Design). Oprócz edukacji i wspierania badań naukowych, Centrum ma na celu zwiększenie liczby turystów w Parku poza sezonem.

## Rekreacja
Oprócz obiektów Centrum Środowiskowego, park oferuje możliwość codziennej rekreacji nad jeziorem Erie i wybrzeżem Zatoki Presque Isle, jak również turystyki pieszej na wyznaczonych szlakach. Pływanie łodzią, kajakiem, wędkowanie i narty wodne to tylko niektóre ze sportów wodnych; rekreacja lądowa to m.in. turystyka piesza, rowerowa, jazda na rolkach i obserwacja ptaków, zaś sporty zimowe, jakie można tu uprawiać, to łowienie ryb w przeręblach oraz jazda na łyżwach i nartach biegowych. Za wstęp na teren Parku, jak i do Centrum Środowiskowego, nie jest pobierana żadna opłata.
Prawie wszystkie typy łodzi mogą pływać po jeziorze Erie; wyjątkiem są łodzie z silnikami spalinowymi, które są dozwolone tylko na terenie Cmentarnego Stawu; znajduje się tam także wypożyczalnia kajaków i łodzi pontonowych do celów rekreacyjnych. Park posiada również przystań jachtową na 500 miejsc, otwartą dla jachtów do długości 13 metrów, oraz pięć pochylni. Wycieczki na łodziach zapewniają widoki na park, jezioro, zatokę i panoramę miasta Erie. Warunki pogodowe na jeziorze mogą się zmieniać niespodziewanie, w związku z czym żeglarze proszeni są o zachowanie szczególnej ostrożności.

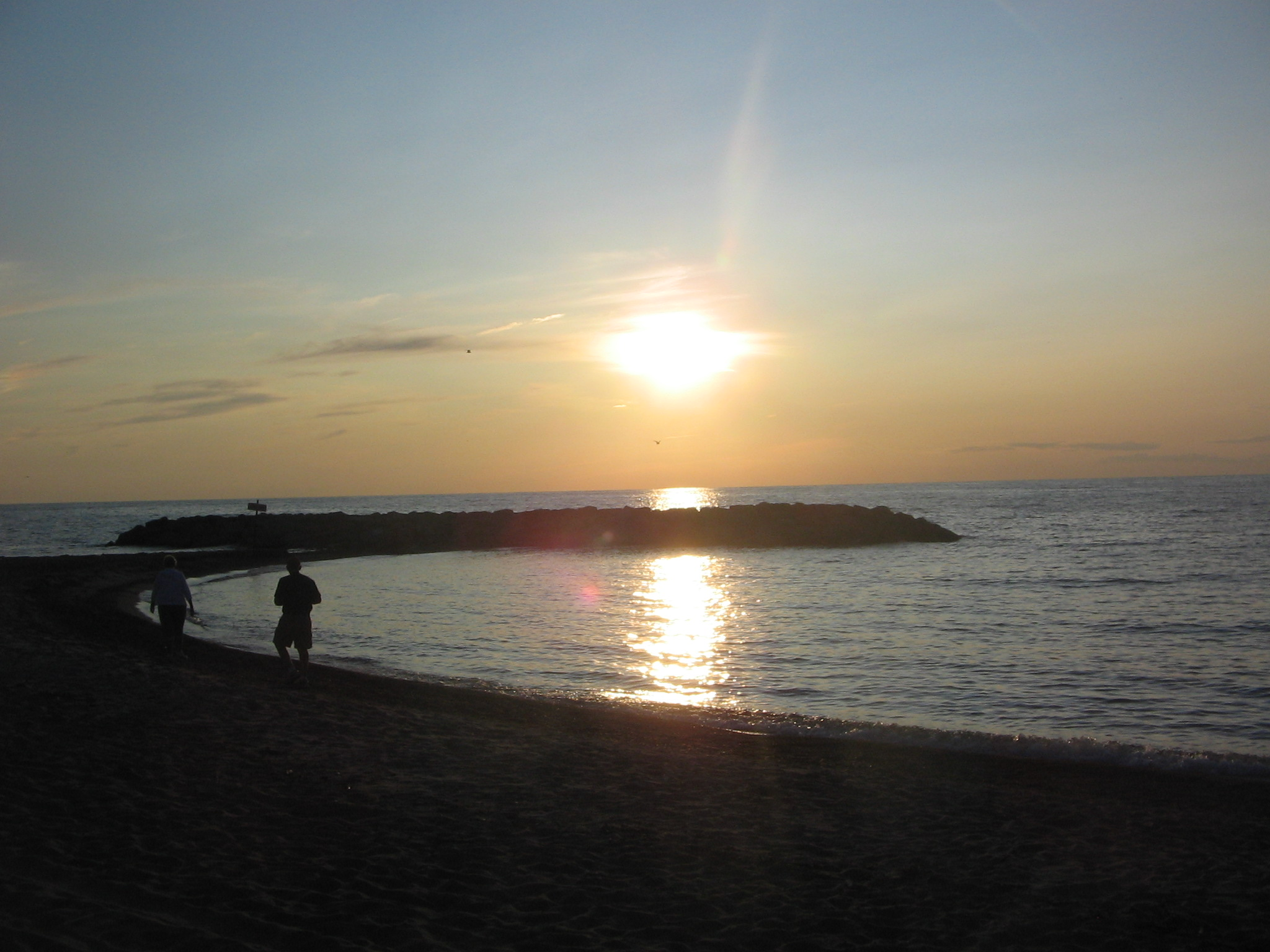
Zachód słońca na jednej z plaż nad jeziorem Erie

Jazda nartach wodnych oraz nurkowanie są dozwolone w wyznaczonych do tego strefach jeziora Erie. Na nartach wodnych można jeździć w zatoce Presque Isle lub na jeziorze Erie, w odległości większej niż 150 metrów od brzegu. Nurkowie muszą zarejestrować się w biurze Parku, aby uzyskać niezbędne informacje o warunkach i miejscach do nurkowania; konieczne jest posiadanie certyfikatu uprawniającego.
Na terenie parku znajdują się dwie strefy rybołówstwa. W jeziorze Erie żyją okonie, pstrągi, sandacze amerykańskie (Sander vitreus), bassy oraz pstrągi tęczowe (Oncorhynchus mykiss); w Zatoce Presque Isle bytuje zaś szczupak amerykański (Esox americanus), szczupak pospolity (Esox lucius), ryby z gatunku Pomoxis i z rodziny stynkowatych oraz wiele innych gatunków ryb wpływających tam z jeziora. Połów pstrągów jest dopuszczalny także w dwóch zbiornikach wodnych, które są zaopatrywane w ryby przez Komisję Żeglarstwa i Rybołówstwa w Pensylwanii (Pennsylvania Fish and Boat Commission). W parku zabronione są wszelkie polowania; prowadzi się tylko kontrolowany odstrzał kaczek i gęsi z ambon myśliwskich.
Na terenie parku znajduje się 13 plaż; jest to jedyne miejsce do surfowania w Pensylwanii. Sezon rozpoczyna się w ostatni poniedziałek maja (amerykańskie święto Memorial Day), a kończy w ostatni poniedziałek września (święto Labor Day). Ratownicy dyżurują na każdej z plaż od godz. 10.00 do 19.30. Wyposażenie piknikowe jest dostępne na większości kąpielisk.

## Pobliskie parki stanowe
W promieniu 48 km (30 mil) od Parku Presque Isle znajdują się następujące parki stanowe:
- Park stanowy Erie Bluffs.